# Bhuli
Bhuli é uma vila no distrito de Dhanbad, no estado indiano de Jharkhand.

## Demografia
Segundo o censo de 2001, Bhuli tinha uma população de 89 584 habitantes. Os indivíduos do sexo masculino constituem 54% da população e os do sexo feminino 46%. Bhuli tem uma taxa de literacia de 63%, superior à média nacional de 59,5%; a literacia no sexo masculino é de 71% e no sexo feminino é de 55%. 15% da população está abaixo dos 6 anos de idade.